# Lichtervelds blond

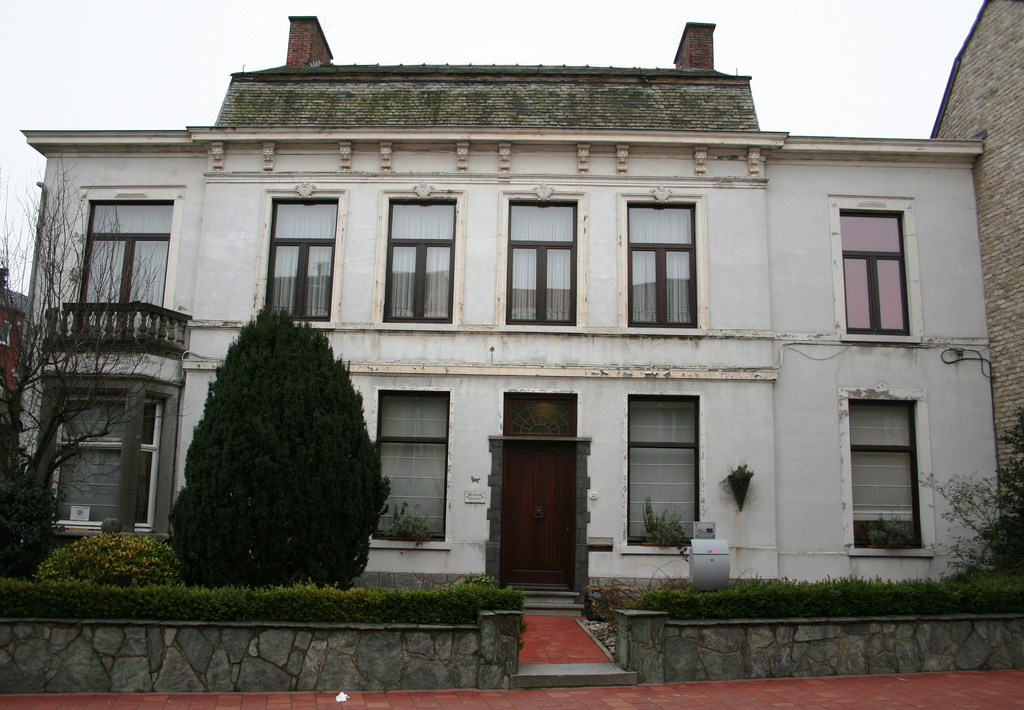
Brouwerij De Hoop was gevestigd in de Statiestraat en werd uitgebaat door Theophile Labens.

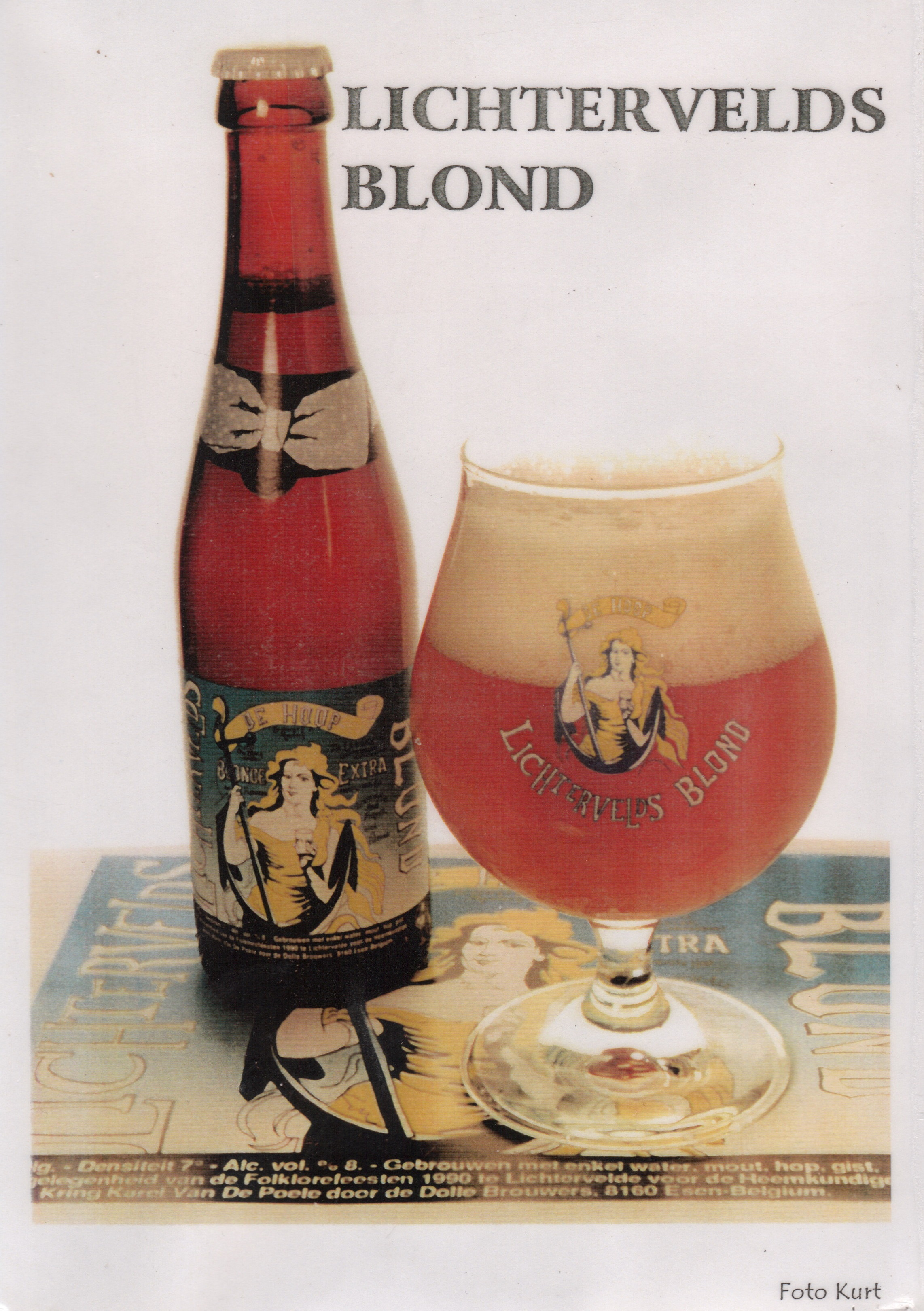
De biernaam verwijst naar het verdwenen bier 'Blonde des Flandres'. Het huidige etiket is een kopie van het etiket toentertijd.

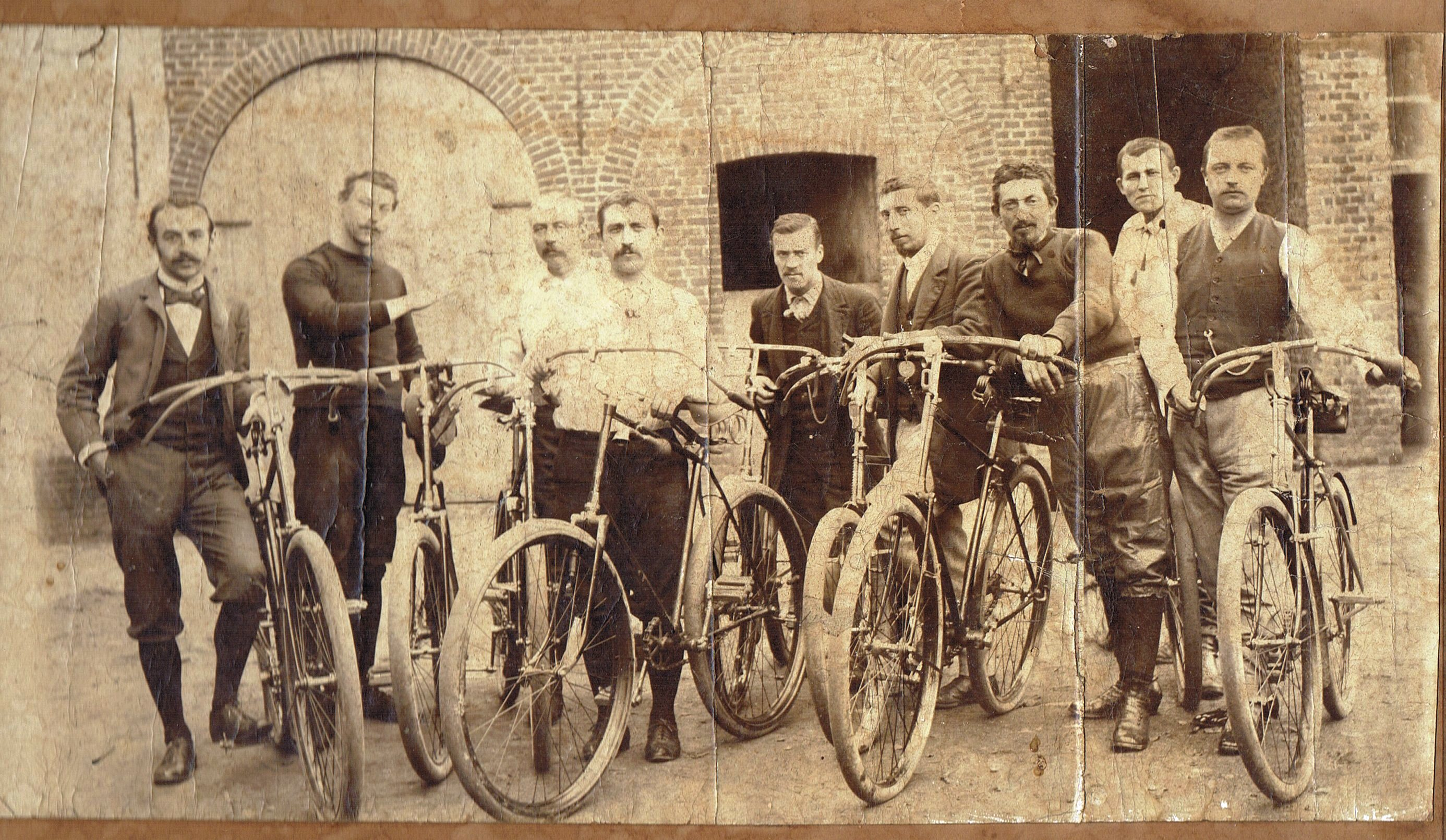
Deze foto is genomen op de binnenkoer van brouwerij De Hoop. De derde van links is Theophile Labens.

Lichtervelds blond is een Belgisch bier van de De Dolle Brouwers in Esen op vraag van de Heemkundige kring Karel Van de Poele uit Lichtervelde (Brugs Ommeland). Het wordt sinds 1990 op de markt gebracht ter gelegenheid van de tweejaarlijkse Lichterveldse Folklorefeesten. Het varieert per brouwte van smaak, kleur en alcoholpercentage. Het Lichtervelds blond heeft een eigen glas van het type schwenker.

## Geschiedenis
De biernaam verwijst naar het verdwenen bier 'Blonde des Flandres' van de Lichterveldse brouwerij De Hoop. Die brouwerij werd in de negentiende eeuw uitgebaat door de azijn- en bierbrouwer Theophile Labens-Maes.

## Kenmerken
- Hoge gisting, ongefiltreerd en ongepasteuriseerd
- Hergegist op fles, drooggehopt
- De kleur is goudblond en gisttroebel
- Soms is het schuim enthousiast en ongelijkmatig
- Het witte schuim is wandklevend
- Het aroma is een mengeling van citrus, hop, Curaçao
- De smaak is aanvankelijk hopbitter, "gistig" en zurig
- Daarna volgt een kruidige afdronk